# Galeodes levyi
Espèce
Synonymes
- Galeodes dorsalis Roewer, 1934 nec Latreille, 1817

Galeodes levyi est une espèce de solifuges de la famille des Galeodidae.

## Distribution
Cette espèce se rencontre en Arabie saoudite, en Israël et en Syrie.

## Description
Le mâle holotype mesure 38 mm.

## Étymologie
Cette espèce est nommée en l'honneur de Gershom Levy.

## Publications originales
- Harvey, 2002 : Nomenclatural notes on Solifugae, Amblyppygi, Uropygi and Araneae (Arachnidda). Records of the Western Australian Museum, vol. 20, p. 449-459.
- Roewer, 1934 : Solifuga, Palpigrada. Dr. H.G. Bronn's Klassen und Ordnungen des Thier-Reichs, wissenschaftlich dargestellt in Wort und Bild. Akademische Verlagsgesellschaft M. B. H., Leipzig. Fünfter Band: Arthropoda; IV. Abeitlung: Arachnoidea und kleinere ihnen nahegestellte Arthropodengruppen, vol. 4, p. 1-723 (texte intégral).